# لامار دود
لامار دود (بالإنجليزية: Lamar Dodd)‏ هو رسام أمريكي، ولد في 22 سبتمبر 1909، وتوفي في 26 سبتمبر 1996.